# Cereinae
Cereinae, podtribus kaktusa smješten u tribus Cereeae, dio potporodice Cactoideae. Tribus je raširen u istočnom Brazilu, uglavnom u suhim šumskim formacijama kao što je Caatingas.
Mariana Ramos Fantinati, Patricia Soffiatti i Alice Calvente 2021. istražuju podtribus Cereinae davši za njega novu filogenetsku hipotezu. po njima Cereinae se sastoji od 14 rodova rasprostranjenih u neotropskim suhim šumskim formacijama kao što je Caatingas u sjeveroistočnom Brazilu ili u stjenovitim izdancima na sjeveru jugoistočnog Brazila. Povijesno gledano, taksonomija skupine bila je vrlo kontroverzna, posebno u vezi s generičkim ograničenjima, a filogenetski odnosi unutar skupine još uvijek su slabo poznati. Kako bi istražile razgraničenje podplemenskih i infra-podplemenskih odnosa, provele su filogenetsku analizu koja uključuje 50 svojti koje predstavljaju 13 rodova koristeći jednu nuklearnu (PhyC) i četiri cpDNA (petL-psbE, trnL-trnT, trnS-trnG i rpl16) regije.

## Rodovi
Tipični je Cereus Mill.
Rodovi po Michael Hassler (2023.)
1. Lagenosocereus Doweld (1 sp.)
2. Xiquexique Lavor, Calvente & Versieux (3 spp.)
3. Caerulocereus Guiggi (1 sp.)
4. Estevesia P. J. Braun (1 sp.)
5. Cereus Mill. (29 spp.)
6. Praecereus Buxb. (2 spp.)
7. xPacherocactus G. D. Rowley (1 sp.)
8. Brasilicereus Backeb. (3 spp.)
9. Arrojadoa Britton & Rose (8 spp.)
10. Pierrebraunia Esteves (3 spp.)
11. Facheiroa Britton & Rose (4 spp.)
12. Discocactus Pfeiff. (13 spp.)
13. Melocactus Link & Otto (42 spp.)
14. Pilosocereus Byles & G. D. Rowley (53 spp.)
15. Cipocereus F. Ritter (5 spp.)
16. Micranthocereus Backeb. (10 spp.)
17. Browningia Britton & Rose (10 spp.)
18. Rebutia K. Schum. (4 spp.)
19. Weingartia Werderm. (24 spp.)
20. Aylostera Speg. (9 spp.)

Rodovi po Mariana R. Fantinati, Patricia Soffiatti i Alice Calvente (2021):
1. Stetsonia Britton & Rose (1 sp.)
2. Praecereus Buxb. (2 spp.)
3. Cereus Mill. (34 spp.)
4. Facheiroa Britton & Rose (8 spp.)
5. Espostoopsis Buxb. (1 sp.)
6. Micranthocereus Backeb. (8 spp.)
7. Discocactus Pfeiff. (17 spp.)
8. Melocactus Link & Otto (43 spp.)
9. Coleocephalocereus Backeb. (11 spp.)
10. Arrojadoa Britton & Rose (15 spp.)
11. Cipocereus F. Ritter (4 spp.)
12. Pilosocereus Byles & G. D. Rowley (54 spp.)
13. Xiquexique Lavor, Calvente & Versieux (4 spp.)

## Sinonimi
- Disocactinae Buxb.
- Melocactinae (Salm-Dyck) Doweld
- Pilosocereinae Doweld